# Шапа
Шапа је мекан део сисара, налик на стопало. Углавном код четвороножних, који имају канџе.

## Заједничке карактеристике
Шапу карактерише танка, пигментисана, кератинизована, бездлака површина која покрива поткожно, колагенско и масно ткиво, које чине јастучићи. Ови јастучићи делују као јастуци за носеће удове животиња. Шапа се састоји од великог метакарпалног или палмарног јастучића у облику срца (предњи удови) или метатарзалног или плантарног јастучића (задњи уд), и обично четири јастучића носача, мада у случају домаћих мачака и медведа (укључујући џиновске панде) може бити пет или шест ножних прстију. Карпални јастучић се такође налази на предњем уду, где служи као додатна тракција при заустављању или спуштању низ падину, код неких врста. Додатне канџе могу такође бити присутне.
Шапа такође садржи оштру канџу у облику рога на сваком крају. Иако су обично без длаке, неке животиње имају крзно на крајевима шапа. Пример је црвена панда, којој крзнени ђонови помажу при изолацији у њиховом снежном станишту.

## Животиње са шапама
- Пољске животиње, попут мачака и тигрова; неке од ових животиња могу имати праменове на ножним прстима
- Каниди, попут паса и лисица
- Зечеви имају шапе са веома оштрим ноктима, без јастучића испод њих
- Медведи и ракуни
- Ласице и остале куне
- Глодари